# Улица Кинг-Джордж (Тель-Авив)
Кинг-Джордж (ивр. רחוב המלך ג'ורג‎; Хамелэх Джордж) — улица в Тель-Авиве.

## Расположение
Улица начинается в районе площади Масарика и длится до площади Маген-Давид, где пересекается с улицами Алленби, Нахалат-Биньямин и Симта-Плонит.

## Название
Улица названа в честь британского монарха Георга V, во времена Британского мандата в Палестине.
В 20-х годах улица носила название Кармель, но в 1935 переименована в честь британского монарха, праздновавшего юбилей.
Западную сторону улицы, а улица простирается с севера на юг, по-прежнему называют Кармель, по имени рынка, который находится неподалёку.

## Описание
На улице расположено много ресторанов, кафе и магазинов. В этом же районе, на пересечении улиц Кинг-Джордж и Дизенгоф расположен крупный торговый центр — Дизенгоф-Центр. Между улицами Черниховского и Кинг-Джордж расположен популярный городской парк Меир парк.